# Марк Порций Катон Лициниан
Марк По́рций Като́н Лициниа́н (лат. Marcus Porcius Catō Licinianus; умер приблизительно в 152 году до н. э.) — римский государственный деятель и правовед из плебейского рода Порциев, претор-десигнат. Автор ряда трудов по юриспруденции, сохранившихся только в виде разрозненных цитат.

## Биография
Марк Порций принадлежал к незнатному плебейскому роду, происходившему из Тускулума в Лации. Номен Porcius античные авторы связывают с латинским словом porcus — «свинья», из-за чего предполагается, что первые представители этого рода занимались свиноводством. Первым консулом из этой семьи стал Марк Порций Катон, впоследствии прозванный Цензорием. Лициниан был его старшим сыном от первого брака, с аристократкой Лицинией, и получил это добавление к имени, чтобы отличаться от младшего единокровного брата — Марка Порция Катона Салониана, чьей матерью была дочь вольноотпущенника Салония.
Катон Старший сам занимался воспитанием своего сына, не доверяя это рабам. Он научил Марка «и грамоте, и законам, и гимнастическим упражнениям, обучил его не только метать копье, сражаться в тяжелых доспехах и скакать на коне, но и биться на кулаках, терпеть зной и стужу и вплавь перебираться через реку, изобилующую водоворотами и стремнинами». По словам Плутарха, Катон Цензорий и свои «Начала» (древнейший труд по истории Рима на латинском языке) написал только для того, чтобы его сын смог лучше познакомиться с «нравами и деяниями предков». Благодаря такому воспитанию Марк стал человеком мужественным и стойким, несмотря на слабое от природы здоровье.
Карьеру Лициниан начал с военной службы: в 173 году до н. э. он сражался с лигурами под командованием консула Марка Попилия Лената. Катон не захотел оставить армию, даже когда легион, в котором он служил, был расформирован. В связи с этим Катон Цензор попросил Лената ещё раз принять у Марка присягу (первая, по его мнению, после роспуска легиона должна была считаться недействительной). Позже Лициниан принял участие в Третьей Македонской войне и отличился храбростью в решающем сражении при Пидне. Когда из его руки выбили меч, Марк позвал на помощь друзей и после ожесточённой схватки нашёл своё оружие в груде тел. Его мужество вызвало восхищение самого Луция Эмилия Павла (168 год до н. э.).
Вернувшись из Македонии, Катон Лициниан отказался от военной службы из-за плохого здоровья (а возможно, из-за ран, полученных на войне). Он посвятил себя праву и стал одним из крупнейших в Риме знатоков в этой сфере. Его перу принадлежит, по словам Авла Геллия, ряд «отличных книг по правоведению», в числе которых — часто цитируемая Catoniana Regula. Ни одна из работ Марка не сохранилась полностью.
Около 152 года до н. э. Катон был избран претором, но умер, не успев вступить в должность. Его отец тогда ещё был жив и перенёс эту смерть с большим достоинством.

## Семья
Катон Лициниан был женат на Эмилии Терции, дочери Луция Эмилия Павла Македонского, под чьим командованием он сражался при Пидне. В этом браке родились двое сыновей — Марк Порций и Гай Порций, избиравшиеся в дальнейшем консулами (на 118 и 114 годы до н. э. соответственно). Самый известный представитель рода Порциев, Марк Порций Катон Утический, принадлежал к ветви Салонианов.